# Canoagem nos Jogos Pan-Americanos de 2015 - K-1 1000 m masculino
A competição do K-1 1000 metros masculino foi um dos eventos da canoagem nos Jogos Pan-Americanos de 2015. Foi disputada na  Welland Pan Am Flatwater Centre, em Welland, no dia 13 de julho.

## Calendário
Horário local (UTC-4).
| Data        | Horário | Fase  |
| ----------- | ------- | ----- |
| 13 de julho | 9:34    | Final |

## Medalhistas
| Ouro   | CUB Jorge Garcías      |
| Prata  | ARG Daniel Dal Bo      |
| Bronze | CAN Adam van Koeverden |

## Resultados

### Final
| Pos.              | Canoísta                      | Nacionalidade | Tempo    | Notas |
| ----------------- | ----------------------------- | ------------- | -------- | ----- |
| Medalha de ouro   | Jorge García                  | CUB Cuba      | 3:40.990 |       |
| Medalha de prata  | Daniel Dal Bo                 | ARG Argentina | 3:42.019 |       |
| Medalha de bronze | Adam van Koeverden            | CAN Canadá    | 3:43.055 |       |
| 4                 | Jordan Salazar                | MEX México    | 3:44.552 |       |
| 5                 | Celso Dias De Oliveira Junior | BRA Brasil    | 3:48.329 |       |
| 6                 | Sebastián Romero              | ARG Argentina | 3:54.601 |       |
| 7                 | Yojan Adolfo Cano Gonzalez    | COL Colômbia  | 4:06.113 |       |
| 8                 | Edvin Buc Solorzano           | GUA Guatemala | 4:06.288 |       |